# VanVelzen
VanVelzen, de son vrai nom Roel van Velzen, né le 20 mars 1978 à Delft (Pays-Bas), est un chanteur néerlandais. Il est connu pour sa petite taille (1,50m) et pour être l'un des jurés du télécrochet The Voice Of Holland.

## Discographie

### Albums
- 2007: Unwind
- 2009: Take Me In
- 2009: Hear Me Out

### Singles
| Année | Single                  | Album       | Classement   | Classement    |
| Année | Single                  | Album       | Dutch Top 40 | Dutch Top 100 |
| ----- | ----------------------- | ----------- | ------------ | ------------- |
| 2006  | "Baby Get Higher"       | Unwind      | 17           | 26            |
| 2006  | "Burn"                  | Unwind      | 7            | 14            |
| 2007  | "Deep"                  | Unwind      | 17           | 42            |
| 2007  | "Shine A Little Light"  | Unwind      | 46           | 72            |
| 2008  | "When Summer Ends"      | Hear Me Out | 6            | 6             |
| 2009  | "On My Way"             | Take Me In  | 29           | 16            |
| 2009  | "Love Song"             | Take Me In  | 20           | 9             |
| 2009  | "Other Side Of Me"      | Hear Me Out | 44           | 8             |
| 2009  | "Broken Tonight"        | Hear Me Out | 33           | 63            |
| 2010  | "Take Me In"            | Take Me In  | 25           | 68            |
| 2011  | "Follow Me, Follow You" | Take Me In  | -            | -             |